# Ligat ha’Al 2012/13
Die Ligat ha’Al 2012/13 war die 14. Saison seit ihrer Einführung unter diesem Namen im Jahre 1999 und die 71. Spielzeit der höchsten israelischen Spielklasse im Männerfußball. Sie begann am 25. August 2012 und endete am 20. Mai 2013.
Titelverteidiger war Hapoel Ironi Kirjat Schmona. Die Meisterschaft sicherte sich Maccabi Tel Aviv am 22. April, vier Spieltage vor Saisonende, nach einem 2:0-Sieg bei Hapoel Ironi HaScharon. Insgesamt ist es die 19. Meisterschaft des Vereins und die zweite seit Gründung der Ligat ha’Al im Jahr 1999.

## Mannschaften
| Verein                      | Stadt           | Stadion                               | Kapazität     |
| --------------------------- | --------------- | ------------------------------------- | ------------- |
| Hapoel Akko                 | Akkon           | Städtisches Stadion Akko              | 05.000        |
| MS Aschdod                  | Aschdod         | HaYud-Alef-Stadion                    | 07.800        |
| Hapoel Be’er Scheva         | Be’er Scheva    | Arthur-Vasermil-Stadion               | 13.000        |
| Hapoel Haifa                | Haifa           | Kiryat-Eliezer-Stadion                | 14.002        |
| Maccabi Haifa               | Haifa           | Kiryat-Eliezer-Stadion                | 14.002        |
| Beitar Jerusalem            | Jerusalem       | Teddy-Stadion                         | 21.600        |
| Hapoel Ironi Kirjat Schmona | Kirjat Schmona  | Städtisches Stadion Kirjat Schmona    | 05.300        |
| Maccabi Netanja             | Netanja         | Ramat-Gan-Stadion A Netanja-Stadion A | 41.583 13.610 |
| Hapoel Ramat Gan            | Ramat Gan       | Ramat-Gan-Stadion B                   | 41.583        |
| Hapoel Ironi HaScharon      | Ramat haScharon | Grundman-Stadion                      | 04.300        |
| FC Bnei Sachnin             | Sachnin         | Doha-Stadion                          | 08.500        |
| Bne Jehuda Tel Aviv         | Tel Aviv-Jaffa  | Bloomfield-Stadion                    | 14.413        |
| Hapoel Tel Aviv             | Tel Aviv-Jaffa  | Bloomfield-Stadion                    | 14.413        |
| Maccabi Tel Aviv            | Tel Aviv-Jaffa  | Bloomfield-Stadion                    | 14.413        |

## Vorrunde
In der Vorrunde wurde eine Doppelrunde zwischen allen 14 Mannschaften ausgespielt. Anschließend qualifizierten sich die sechs bestplatzierten Vereine für die Meisterrunde, in der neben der israelischen Meisterschaft auch die internationalen Startplätze ausgespielt wurden. Die weiteren acht Vereine spielten in der Abstiegsrunde gegen den Abstieg in die zweitklassige Liga Leumit.

### Tabelle
| Pl. | Verein                          | Sp. | S  | U  | N  | Tore    | Diff. | Punkte |
| --- | ------------------------------- | --- | -- | -- | -- | ------- | ----- | ------ |
| 1.  | Maccabi Tel Aviv                | 26  | 19 | 2  | 5  | 061:200 | +41   | 59     |
| 2.  | Maccabi Haifa                   | 26  | 14 | 7  | 5  | 041:200 | +21   | 49     |
| 3.  | Hapoel Ironi Kirjat Schmona (M) | 26  | 11 | 10 | 5  | 034:250 | +9    | 43     |
| 4.  | Hapoel Tel Aviv (P)             | 26  | 12 | 6  | 8  | 033:290 | +4    | 42     |
| 5.  | Bne Jehuda Tel Aviv             | 26  | 11 | 5  | 10 | 035:310 | +4    | 38     |
| 6.  | Hapoel Ironi HaScharon          | 26  | 11 | 4  | 11 | 028:300 | −2    | 37     |
| 7.  | MS Aschdod                      | 26  | 10 | 5  | 11 | 030:300 | ±0    | 35     |
| 8.  | Beitar Jerusalem                | 26  | 8  | 9  | 9  | 036:420 | −6    | 33     |
| 9.  | Hapoel Be’er Scheva             | 26  | 7  | 9  | 10 | 023:350 | −12   | 30     |
| 10. | Hapoel Haifa                    | 26  | 6  | 10 | 10 | 028:400 | −12   | 28     |
| 11. | Maccabi Netanja                 | 26  | 6  | 9  | 11 | 032:390 | −7    | 27     |
| 12. | FC Bnei Sachnin                 | 26  | 6  | 8  | 12 | 025:450 | −20   | 26     |
| 13. | Hapoel Ramat Gan (N)            | 26  | 6  | 7  | 13 | 032:390 | −7    | 25     |
| 14. | Hapoel Akko                     | 26  | 5  | 9  | 12 | 029:420 | −13   | 24     |

Platzierungskriterien: 1. Punkte – 2. Tordifferenz – 3. Siege – 4. geschossene Tore – 5. Direkter Vergleich (Punkte, Tordifferenz, geschossene Tore) – 6. play-off
| (M) | amtierender israelischer Meister     |
| (P) | amtierender israelischer Pokalsieger |
| (N) | Neuaufsteiger der letzten Saison     |

### Kreuztabelle
| 2012/13                     | Beitar Jerusalem | Bne Jehuda Tel Aviv | FC Bnei Sachnin | MS Aschdod | Hapoel Akko | Hapoel Be’er Scheva | Hapoel Haifa | Hapoel Ramat Gan | Hapoel Tel Aviv | Hapoel Ironi Kirjat Schmona | Hapoel Ironi HaSharon | Maccabi Haifa | Maccabi Netanja | Maccabi Tel Aviv |
| --------------------------- | ---------------- | ------------------- | --------------- | ---------- | ----------- | ------------------- | ------------ | ---------------- | --------------- | --------------------------- | --------------------- | ------------- | --------------- | ---------------- |
| Beitar Jerusalem            |                  | 0:1                 | 2:2             | 1:1        | 0:1         | 1:1                 | 3:0          | 3:2              | 3:2             | 2:2                         | 1:0                   | 1:2           | 1:1             | 1:1              |
| Bne Jehuda Tel Aviv         | 1:2              |                     | 0:0             | 2:0        | 2:1         | 1:0                 | 3:1          | 1:0              | 2:1             | 0:2                         | 2:2                   | 2:0           | 3:0             | 2:3              |
| FC Bnei Sachnin             | 1:1              | 2:2                 |                 | 1:3        | 2:1         | 3:2                 | 2:0          | 1:3              | 0:3             | 1:3                         | 0:4                   | 0:1           | 0:0             | 0:3              |
| MS Aschdod                  | 2:1              | 2:1                 | 1:2             |            | 2:0         | 0:1                 | 1:1          | 2:3              | 1:2             | 2:0                         | 2:0                   | 1:4           | 3:0             | 1:0              |
| Hapoel Akko                 | 2:3              | 1:1                 | 5:1             | 3:1        |             | 2:2                 | 1:3          | 0:3              | 0:0             | 1:1                         | 0:2                   | 0:0           | 4:4             | 0:2              |
| Hapoel Be’er Scheva         | 0:0              | 1:0                 | 0:0             | 0:0        | 0:0         |                     | 2:1          | 3:2              | 1:2             | 1:0                         | 0:1                   | 1:1           | 1:3             | 3:1              |
| Hapoel Haifa                | 3:0              | 2:1                 | 1:3             | 2:1        | 0:0         | 0:0                 |              | 2:1              | 2:2             | 1:1                         | 3:0                   | 0:3           | 0:0             | 1:3              |
| Hapoel Ramat Gan            | 2:2              | 1:0                 | 2:1             | 0:1        | 1:2         | 3:0                 | 1:1          |                  | 0:1             | 1:1                         | 1:1                   | 0:3           | 1:1             | 0:1              |
| Hapoel Tel Aviv             | 0:2              | 2:0                 | 1:0             | 1:1        | 0:0         | 4:1                 | 2:0          | 2:2              |                 | 1:1                         | 1:0                   | 3:0           | 0:3             | 1:0              |
| Hapoel Ironi Kirjat Schmona | 3:2              | 2:0                 | 2:0             | 0:0        | 1:0         | 1:1                 | 1:1          | 3:1              | 0:1             |                             | 2:0                   | 0:0           | 0:1             | 0:0              |
| Hapoel Ironi HaScharon      | 1:0              | 2:1                 | 1:3             | 1:0        | 3:1         | 0:1                 | 2:0          | 1:0              | 1:0             | 0:1                         |                       | 1:1           | 0:0             | 3:4              |
| Maccabi Haifa               | 4:1              | 1:1                 | 0:0             | 0:1        | 3:1         | 2:0                 | 1:1          | 2:0              | 3:0             | 1:3                         | 4:0                   |               | 1:0             | 1:0              |
| Maccabi Netanja             | 2:3              | 3:5                 | 0:0             | 2:0        | 3:1         | 2:1                 | 0:0          | 1:1              | 2:1             | 3:4                         | 1:2                   | 1:2           |                 | 0:1              |
| Maccabi Tel Aviv            | 5:0              | 0:1                 | 4:0             | 2:1        | 4:0         | 5:0                 | 6:2          | 3:1              | 4 0             | 4:0                         | 1:0                   | 2:1           | 2:1             |                  |

## Meisterrunde
Die Vereine auf den Plätzen 1–6 nach der Vorrunde spielten im Anschluss um die Meisterschaft. Dabei wurden die Ergebnisse aller 26 Vorrundenspiele übertragen und zwischen den sechs Teams eine weitere Doppelrunde ausgetragen.

### Abschlusstabelle
| Pl. | Verein                          | Sp. | S  | U  | N  | Tore    | Diff. | Punkte |
| --- | ------------------------------- | --- | -- | -- | -- | ------- | ----- | ------ |
| 1.  | Maccabi Tel Aviv                | 36  | 25 | 5  | 6  | 078:300 | +48   | 80     |
| 2.  | Maccabi Haifa                   | 36  | 19 | 10 | 7  | 062:330 | +29   | 67     |
| 3.  | Hapoel Tel Aviv (P)             | 36  | 17 | 7  | 12 | 047:450 | +2    | 58     |
| 4.  | Bne Jehuda Tel Aviv             | 36  | 16 | 7  | 13 | 050:400 | +10   | 55     |
| 5.  | Hapoel Ironi Kirjat Schmona (M) | 36  | 14 | 11 | 11 | 045:380 | +7    | 53     |
| 6.  | Hapoel Ironi HaScharon          | 36  | 12 | 4  | 20 | 031:500 | −19   | 40     |

Platzierungskriterien: 1. Punkte – 2. Tordifferenz – 3. Siege – 4. geschossene Tore – 5. Direkter Vergleich (Punkte, Tordifferenz, geschossene Tore) – 6. play-off
| (M) | amtierender israelischer Meister     |
| (P) | amtierender israelischer Pokalsieger |

### Kreuztabelle
| 2012/13                     | Bne Jehuda Tel Aviv | Hapoel Tel Aviv | Hapoel Ironi Kirjat Schmona | Hapoel Ironi HaSharon | Maccabi Haifa | Maccabi Tel Aviv |
| --------------------------- | ------------------- | --------------- | --------------------------- | --------------------- | ------------- | ---------------- |
| Bne Jehuda Tel Aviv         |                     | 0:1             | 1:1                         | 2:1                   | 2:1           | 2:2              |
| Hapoel Tel Aviv             | 2:1                 |                 | 1:4                         | 2:0                   | 2:2           | 2:4              |
| Hapoel Ironi Kirjat Schmona | 0:1                 | 0:1             |                             | 1:0                   | 1:2           | 1:3              |
| Hapoel Ironi HaScharon      | 0:3                 | 0:1             | 0:1                         |                       | 2:1           | 0:2              |
| Maccabi Haifa               | 1:0                 | 3:2             | 3:2                         | 6:0                   |               | 2:2              |
| Maccabi Tel Aviv            | 0:3                 | 2:0             | 1:0                         | 1:0                   | 0:0           |                  |

## Abstiegsrunde
Die Vereine auf den Plätzen 7–14 nach der Vorrunde spielten im Anschluss gegen den Abstieg. Dabei wurden die Ergebnisse aller 26 Vorrundenspiele übertragen und zwischen den acht Teams nur eine Einfachrunde ausgetragen. Die vier bestplatzierten Vereine der Vorrunde erhielten dabei ein Heimspiel mehr als die anderen Vier. Nach Abschluss der Runde stiegen die Mannschaften auf den Rängen 13 und 14 in die zweitklassige Liga Leumit ab.

### Abschlusstabelle
| Pl. | Verein               | Sp. | S  | U  | N  | Tore    | Diff. | Punkte |
| --- | -------------------- | --- | -- | -- | -- | ------- | ----- | ------ |
| 7.  | MS Aschdod           | 33  | 12 | 7  | 14 | 038:400 | −2    | 43     |
| 8.  | Hapoel Be’er Scheva  | 33  | 10 | 11 | 12 | 032:390 | −7    | 41     |
| 9.  | Hapoel Haifa         | 33  | 9  | 12 | 12 | 036:450 | −9    | 39     |
| 10. | Beitar Jerusalem     | 33  | 9  | 12 | 12 | 044:540 | −10   | 39     |
| 11. | Hapoel Akko          | 33  | 8  | 13 | 12 | 039:480 | −9    | 37     |
| 12. | FC Bnei Sachnin      | 33  | 8  | 13 | 12 | 031:490 | −18   | 37     |
| 13. | Maccabi Netanja      | 33  | 8  | 11 | 14 | 038:500 | −12   | 35     |
| 14. | Hapoel Ramat Gan (N) | 33  | 7  | 9  | 17 | 037:470 | −10   | 30     |

Platzierungskriterien: 1. Punkte – 2. Tordifferenz – 3. Siege – 4. geschossene Tore – 5. Direkter Vergleich (Punkte, Tordifferenz, geschossene Tore) – 6. play-off
| (N) | Neuaufsteiger der letzten Saison |

### Kreuztabelle
| 2012/13             | Beitar Jerusalem | FC Bnei Sachnin | MS Aschdod | Hapoel Akko | Hapoel Be’er Scheva | Hapoel Haifa | Hapoel Ramat Gan | Maccabi Netanja |
| ------------------- | ---------------- | --------------- | ---------- | ----------- | ------------------- | ------------ | ---------------- | --------------- |
| Beitar Jerusalem    |                  |                 |            | 2:2         | 1:0                 |              | 1:2              | 1:3             |
| FC Bnei Sachnin     | 0:0              |                 |            |             |                     | 0:0          | 1:0              |                 |
| MS Aschdod          | 2:2              | 1:1             |            | 1:2         |                     | 1:0          |                  |                 |
| Hapoel Akko         |                  | 1:1             |            |             |                     |              | 2:1              | 2:0             |
| Hapoel Be’er Scheva |                  | 1:2             | 2:0        | 0:0         |                     | 2:0          |                  |                 |
| Hapoel Haifa        | 3:1              |                 |            | 1:1         |                     |              | 1:0              | 3:0             |
| Hapoel Ramat Gan    |                  |                 | 1:2        |             | 1:1                 |              |                  | 0:0             |
| Maccabi Netanja     |                  | 1:1             | 2:1        |             | 0:3                 |              |                  |                 |

## Torschützenliste
| Pl. | Name              | Team                        | Tore |
| --- | ----------------- | --------------------------- | ---- |
| 1.  | Eliran Atar       | Maccabi Tel Aviv            | 22   |
| 2.  | Shimon Abuhatzira | Hapoel Ironi Kirjat Schmona | 15   |
| 3.  | Ohad Kadusi       | Hapoel Akko                 | 14   |
| 4.  | Omer Damari       | Hapoel Tel Aviv             | 13   |
| 5.  | Wiyam Amashe      | Maccabi Haifa               | 11   |
| 5.  | Pedro Galván      | Bne Jehuda Tel Aviv         | 11   |
| 5.  | Avi Rikan         | Beitar Jerusalem            | 11   |
| 8.  | Dovev Gabay       | Hapoel Be’er Scheva         | 10   |
| 8.  | David Manga       | Hapoel Ramat Gan            | 10   |
| 8.  | Achmad Saba’a     | Maccabi Netanja             | 10   |
| 8.  | Toto Tamuz        | Hapoel Tel Aviv             | 10   |